# Black Messiah
Ne doit pas être confondu avec Black Messiah (album).
Black Messiah est un groupe de black metal symphonique et viking metal allemand, originaire de Gelsenkirchen, en Rhénanie-du-Nord-Westphalie. À ses débuts, Black Messiah se consacre au black metal traditionnel, puis évolue peu de temps après en direction du viking metal avec leur album Oath of a Warrior publié en 2005.

## Biographie

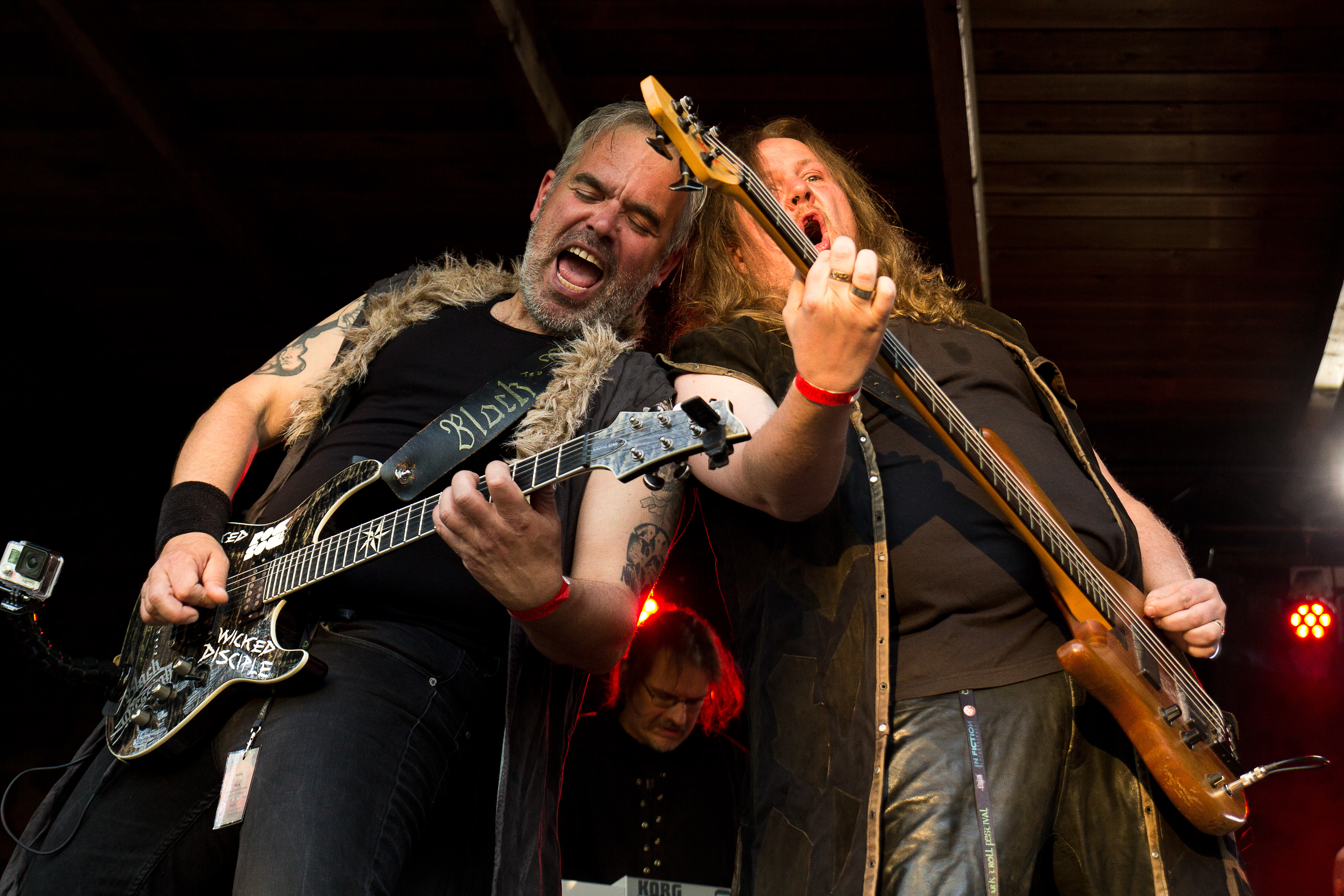
Black Messiah au Dark Troll Festival 2016.

Black Messiah est formé en 1992, et joue initialement du black metal dans la veine de groupes tels que Bathory, Celtic Frost, Possessed ou Venom, desquels les membres s'inspirent. En 1995, le groupe publie sa première cassette démo, Southside Golgotha. En 1996, le groupe change de direction musicale avec de nouveaux morceaux aux influences classiques et folkloriques, dans le style pagan metal. En 1998, ils publient leur premier album studio, Sceptre of Black Knowledge, au label Last Episode. Il contient des chansons de black metal traditionnel comme Sceptre of Black Knowledge, Pagan Winter et Diabolic Rites.
Au milieu de 1999, le groupe se sépare de son label à la suite de divergences concernant leur deuxième album. En été 2000, Black Messiah loue un studio d'enregistrement pour une démo de trois chansons, qui ne sera jamais publiée. Ce n'est que par la suite que les chansons seront publiées dans l'album Oath of a Warrior. En 2001, Zagan et Nabahm quittent le groupe. 
En 2005, le groupe signe avec le label Einheit Produktionen, sur lequel ils publient leur deuxième album studio Oath of a Warrior la même année, et grâce auquel ils jouent à plusieurs concerts, festivals et effectuent une tournée européenne avec Cruachan. En octobre, ils se séparent du bassiste Drahco, qui est remplacé par Niörd. En 2006, Black Messiah enregistre son nouvel album studio Of Myths and Legends au studio Essen SSE. Des magazines comme Rolling Stone considère le groupe d'extrême-droite ce que ce dernier nie. Zagan expliquera au site web The-Pit : « Ne vous fiez pas à la presse. Ceux qui nous connaissent savent ce qu'on pense des nazis. Je ne veux pas être comparé avec ces crétins sans cervelle. Ce sont des criminels. » Cette même année, Black Messiah signe avec AFM Records.
Après quelques changements dans le line-up, le groupe joue dans des festivals tels que le Summer Breeze et le Ragnarök Festival. En février 2008, ils sont confirmés pour le Summer Nights Open Air en Autriche, aux côtés notamment de Before the Fall. Ils travaillent en parallèle sur leur album-concept enregistré en 2008, qui sort sous le titre First War of the World le 20 mars 2009, après un report de date dont la sortie était prévue pour février 2009. La couverture de l'album est révélée en février.
En novembre 2009, Zoran quitte le groupe. Il est remplacé par le guitariste Frangus. En avril 2012, Meldric quitte le groupe pour des raisons personnelles. En décembre 2014, Frangus quitte aussi le groupe pour des raisons personnelles, et est remplacé par Donar.

## Membres

### Membres actuels
- Zagan – basse (1992-2000), chant (depuis 1992), guitare, violon, mandoline (depuis 1996)
- Garm – basse (depuis 2006)
- Mike « Brööh » Bröker – batterie (depuis 2006)
- Ymir – guitare (depuis 2012)
- Patrick Donath - guitare solo (depuis 2015)

### Anciens membres
- Reverend Heidenbluth – batterie (1992-1996)
- Frohnleichnam – guitare (1992-1996)
- Nabahm – batterie (1997-2001)
- Drahco – basse (2004-2005)
- Surthur – batterie (2004-2006)
- Zoran Novak – guitare (2004-2010)
- Meldric – guitare (2004-2012)
- Hrym – clavier (2004-2006)
- Niörd – basse (2005-2006)
- Agnar – clavier (2006-2014)
- Frangus – guitare solo (2010-2014)

## Discographie
- 1998 : Sceptre of Black Knowledge
- 2005 : Oath of a Warrior
- 2006 : Of Myths and Legends
- 2009 : First War of the World
- 2012 : The Final Journey
- 2013 : Heimweh